# Psychoglypha bella
Psychoglypha bella är en nattsländeart som först beskrevs av Banks 1903.  Psychoglypha bella ingår i släktet Psychoglypha och familjen husmasknattsländor. Inga underarter finns listade i Catalogue of Life.